# سیمای آزادی
سیمای آزادی، تلویزیون ملی ایران نام تلویزیون ماهواره‌ای است که توسط سازمان مجاهدین خلق ایران و شورای ملی مقاومت ایران اداره می‌شود و هفت روز هفته و به مدت بیست و چهار ساعت شبانه روز برنامه پخش می‌کند. اخبار در این شبکه در اولویت است، اما مستند، موسیقی و برنامه‌های اجتماعی و فرهنگی نیز از این شبکه پخش می‌شود.
این تلویزیون در اواسط دهه هفتاد خورشیدی با نام سیمای مقاومت پخش شبانه یک ساعت برنامه که به صورت آنالوگ از ماهوارهٔ پی‌ای‌اس-۴ پخش می‌شد شروع کرد که با پارازیت اندازی همراه بود. بعدها ساعات این کانال به دو ساعت در شبانه‌روز افزایش یافت و سرانجام با تغییر نام به سیمای آزادی ۲۴ ساعته شد.